# Časovni stroj (film, 1960)
Časovni stroj (v izvirniku angleško The Time Machine, v promocijske namene naslovljen tudi kot H.G. Wells' The Time Machine) je ameriški znanstvenofantastični film režiserja in producenta Georgea Pala, ki je izšel leta 1960 v distribuciji Metro-Goldwyn-Mayer.
Zgodba nekoliko ohlapno temelji na istoimenski noveli angleškega pisatelja H. G. Wellsa in govori o izumitelju iz viktorijanske Anglije, ki ustvari napravo za potovanje v času ter z njo odpotuje v daljno prihodnost, kjer ugotovi, da so se potomci ljudi razdelili v dve vrsti. V glavnih vlogah so zaigrali Rod Taylor, Yvette Mimieux in Alan Young.
To je prva filmska adaptacija Wellsove klasike (z izjemo BBC-jeve televizijske igre iz leta 1949). Pal je pred tem posnel že priredbo Vojne svetov (1953) in več drugih uspešnih znanstvenofantastičnih filmov, ki so močno popularizirali ta žanr v ZDA. Časovni stroj je priredil širokemu občinstvu in izpustil številne filozofske motive iz izvirnika ter poudaril predvsem pustolovsko plat. Film je doživel velik uspeh, sekvenčni prikaz spreminjanja sveta in drugi posebni učinki pa so Palu prinesli oskarja za posebne učinke. Nominiran je bil tudi za nagrado Hugo.